# Balázs Gábor (utazó)
Kászonfeltizi Balázs Gábor (Kolozsvár, 1837 körül vagy 1841 – Budapest, 1887. december 3.) honvédelmi minisztériumi tisztviselő, utazó.

## Élete
Kászonfeltizi Balázs József és kis-csávási Csávási Rozália (1805 k.–1874) fiaként született. Tehetős erdélyi családból származott, a sikeres író és műfordító Balázs Sándor öccse. Őt inkább az utazások érdekelték, bejárta Európa országait.
1875 elején Dél-Amerikába utazott. Idejének nagy részét az argentin pampák és a Kordillerák, valamint Buenos Aires megismerésére szentelte. Brazíliából csak Rio de Janeirót látta. Ezen utazásáról úti leveleket közölt a Hölgyfutárban; írt még az Ország Tükrébe (1862–63.) és a Nayad című évkönyvbe 1863-ban: Legelső szerelmem címmel képet adott a katonai életből.
Sándor bátyja halála után az ő munkáit rendezgette és ajánlatot tett a Kisfaludy Társaságnak kiadatásuk iránt, amire élete utolsó napjaiban magánúton kedvező választ kapott. Szeretett testvére elvesztése miatt azonban búskomorság lett rajta úrrá, s feltételezések szerint ez vezethette ahhoz, hogy 1887. december 2-án 10 óra tájban megjelent a Fiumei úti sírkertben Sándor bátyja sírjánál. Ezt követően bátyja elhunyt leányának, Rózsikának sírjához ment és halántékon lőtte magát. A mentőtársulat küldöttei bevitték Kovács tanár klinikájára, ahova súlyos agyroncsolással került. Zsebében egy kis papírlapot találtak e szavakkal: "Sándorom utánad jövök, Balázs" Másnap, 3-án hajnali 4 órakor meghalt. Örök nyugalomra helyezték 1887. december 5-én délután a budai németvölgyi sírkertben.

## Könyve
- Utazásom Délamerikába. Kolozsvár, 1876.